# Freycinetia archboldiana
Freycinetia archboldiana är en enhjärtbladig växtart som beskrevs av Elmer Drew Merrill och Lily May Perry. Freycinetia archboldiana ingår i släktet Freycinetia och familjen Pandanaceae. Inga underarter finns listade.